# Biserica Duminica Tuturor Sfinților din Chișinău
Biserica Duminica Tuturor Sfinților este un lăcaș de cult și monument de arhitectură de însemnătate națională, introdus în Registrul monumentelor de istorie și cultură din municipiul Chișinău.

## Istorie
Aspectul actual al bisericii se compune dintr-un volum circular, încununat de o cupolă, la care este alipită, la vest, prin intermediul unei încăperi mai joase, o clopotniță înaltă. Partea cilindrică e cea veche și reprezintă capela cimitirului ortodox fondat pe acest loc în 1814.
Construcția capelei a început în 1818, având hramul Sfântul Nicolae, ctitor – Elena Matasariță, planul fiind ales de mitropolitul Gavriil Bănulescu-Bodoni. A fost finisată în 1930. Era o clădire care făcea parte din tipul structural al rotondei, caracteristic pentru necropolele construite la cumpăna secolelor XVIII-XIX. Era un edificiu cilindric, înconjurat de o galerie din coloane dorice sub un antablament masiv, acoperit cu o cupolă sferică, înălțată pe un tambur înalt, elemente ale clasicismului rus. Sub clădire se află o criptă vastă, care repetă forma circulară a planului, a cărei boltă se sprijină pe un pilon central.
Transformată în biserică de parohie, devenise neîncăpătoare și în 1863 a fost adăugată o clopotniță și un spațiu intermediar. Intervalele dintre coloanele galeriei exterioare au fost construite, rămânând libere vederii doar câte jumătate din grosimea coloanelor, intercalate cu goluri de ferestre și o ușă. Spațiul fostei galerii exterioare a fost inclus în interiorul bisericii, peretele circular, în scopul integrării, străpuns prin arcade, transformat în piloni care susțin tamburul cupolei.
În 1880 a fost alipită clopotnița în fața intrării. Clădirea a obținut un aspect specific bisericilor rusești, care erau înălțate în guberniile din sud-estul Rusiei.